# Пивденногородский городской совет
Пивденногородско́й (также Южногородский, до 2020 года — Пивденный, либо Ю́жный, либо Ю́жненский городско́й сове́т) — орган местной власти в городе Пивденном в Харьковском районе Харьковской области Украины. До 2020 года городской совет также выделялся как территориальная единица организации местного самоуправления в Харьковском районе, вместо них введены общины.

## Населённые пункты совета
Городскому совету до 2020 года подчинялись 2 населённых пункта:
- город Южный.[6][8][9][10][11][12][13][14][15][16][17][18][19]
- посёлок Першотравневое (Первомайское)